# Лавиринтски речник / Париз - Њујорк
Лавиринтски речник / Париз - Њујорк су два прозна текста српског књижевника Дејана Небригића (29. децембар 1970. Панчево – 29. децембар 1999. Панчево) објављен 2001. године у издању издавачке куће Ренде из Београда.

## О аутору
Дејан Небригић био је један од првих и најистакнутијих геј активиста у Србији, писац и позоришни критичар. По образовању је био књижевник и филозоф. Уредио је неколико феминистичких зборника и публикација, редиговао више књига и часописа, објавио мноштво позоришних критика, есеја и краћих прозних текстова. Током 1997. године објављивао је у часопису Symposion у наставцима геј роман Париз - Њујорк, затим (пара)филозофски текст Лавиринтски речник (1998), а током 1998. и 1999. године објављује Јутарњи дневник, последњи прозни рад.
Током 1998. године је ко-оснивач и извршни директор Кампање против хомофобије и први у историји правног живота у Србији који је покренуо је судски спор због хомофобије. Убијен је 1999. године, на свој рођендан, у свом стану у Панчеву.

## О делу
Лавиринтски речник ; Париз - Њујорк су два прозна текста у једној књизи.
Прво прозно дело ове књиге јесте Лавиринтски речник (пара)филозофски текст.
Друго прозно дело књиге је Париз - Њујорк је геј роман. Књига је настала организовањем бележака са два путовања, у Париз и Њујорк. Следи упоредна анализа Њујорка и Париза, два културна модела и два начина живота, насупрот тек наговештеном мраку "родне груде".